# Anomala aelia
Anomala aelia är en skalbaggsart som beskrevs av Ohaus 1932. Anomala aelia ingår i släktet Anomala och familjen Rutelidae. Inga underarter finns listade i Catalogue of Life.